# Гідрогеологія Австралії
Гідрогеологія Австралії
На території А. знаходиться понад 33 артезіанських басейнів загальною площею близько 4800 тис.км² (більша частина свердловин самовиливна). 
До числа найважливіших басейнів належать: Великий Артезіанський, Муррейський, Моретон-Кларенс, Юкла, Оффісер, Джорджина, Каннінґ, Карнарвон, Перт. 
Площа Муррейського басейну 320 тис. км², глибина залягання водоносного горизонту від 60 до 500 м, середній вміст солей 1-14 г/л. 
Басейн Юкла та Оффісер мають загальну площу 380 тис. км², глибини залягання вод 40-400 м. 
Басейн Джорджина - 325 тис. км², глибини залягання водоносних горизонтів 100-750 м, мінералізація до 11 г/л.
Глибина залягання водоносних горизонтів басейнів Карнарвон і Перт до 750 м, вода прісна і солонувата. 
Загальне споживання підземних вод становить близько 20% всієї води, що використовується.